# Снайдер Тауншип (округ Джефферсон, Пенсільванія)
Снайдер Тауншип (англ. Snyder Township) — селище (англ. township) в США, в окрузі Джефферсон штату Пенсільванія. Населення — 2370 осіб (2020).

## Демографія
Згідно з переписом 2010 року, у селищі мешкало 2547 осіб у 952 домогосподарствах у складі 721 родини. Було 1069 помешкань
Расовий склад населення:
| - 98,4 % — білих - 0,3 % — азіатів - 0,1 % — корінних американців - 0,1 % — чорних або афроамериканців |

До двох чи більше рас належало 1,1 %. Частка іспаномовних становила 0,4 % від усіх жителів.
За віковим діапазоном населення розподілялося таким чином: 25,4 % — особи молодші 18 років, 60,3 % — особи у віці 18—64 років, 14,3 % — особи у віці 65 років та старші. Медіана віку мешканця становила 40,1 року. На 100 осіб жіночої статі у селищі припадало 104,6 чоловіків;  на 100 жінок у віці від 18 років та старших — 102,2 чоловіків також старших 18 років.
Середній дохід на одне домашнє господарство  становив 56 332 долари США (медіана — 49 286), а середній дохід на одну сім'ю — 62 439 доларів (медіана — 54 135). Медіана доходів становила 42 108 доларів для чоловіків та 30 324 долари для жінок. За межею бідності перебувало 15,3 % осіб, у тому числі 25,7 % дітей у віці до 18 років та 12,2 % осіб у віці 65 років та старших.
Цивільне працевлаштоване населення становило 1213 осіб. Основні галузі зайнятості: освіта, охорона здоров'я та соціальна допомога — 26,8 %, виробництво — 23,7 %, роздрібна торгівля — 8,8 %, науковці, спеціалісти, менеджери — 6,3 %.